# W̊
W̊ (minuskule ẘ) je speciální znak latinky. Nazývá se W s kroužkem. Používá se pouze v přepisu jazyků používajících arabské písmo, kde značí znak وْ, je však používáno velmi zřídka a bývá často vynecháváno a nahrazováno za W bez kroužku. Velké písmeno má kód U+0057 U+030A, malé písmeno U+0077 U+030A. Dříve se též používal pro zápis malého písmena kód U+1E98, který se používal do doby, než bylo možné majuskulní písmeno použít.